# إريك باش (ملحن)
إريك باش (بالدنماركية: Erik Bach)‏ هو ملحن دنماركي، ولد في 5 يناير 1946.

## روابط خارجية
- إريك باش على موقع أول ميوزيك (الإنجليزية)